# Ariomma bondi
Ariomma bondi is een straalvinnige vis uit de familie van Ariommatidae, orde baarsachtigen (Perciformes), die voorkomt in de Atlantische Oceaan.

## Beschrijving
Ariomma bondi kan een maximale lengte bereiken van 30 centimeter. Het lichaam van de vis heeft een langgerekte vorm. De vis heeft één rugvin met 12 stekels en 13-16 vinstralen en één aarsvin met drie stekels en 15 vinstralen.

## Leefwijze
Ariomma bondi is een zoutwatervis die voorkomt in subtropische wateren. De soort is voornamelijk te vinden in zeeën en wateren met een zachte ondergrond, op een diepte van 50 tot 500 meter.
Het dieet van de vis bestaat hoofdzakelijk uit macrofauna en vis.

## Relatie tot de mens
Ariomma bondi is voor de visserij van beperkt commercieel belang. De soort staat niet op de Rode Lijst van de IUCN.